# Факултет „Международна икономика и политика“ (УНСС)
Факултет „Международна икономика и политика“ в Университета за национално и световно стопанство в София е създаден през 1995 г. и е правоприемник на основания през 1975 г. факултет „Международни икономически отношения“ в тогавашния Висш икономически институт „Карл Маркс“, който от своя страна продължава традициите на Дипломатическо-консулския факултет при Свободния университет за политически и стопански науки, създаден през 1920 г. По този начин, в национален план, това е най-старото научно средище в България, подготвяло кадри за държавното управление и външната политика на страната.
В рамките на факултета се осъществява разностранна научноизследователска дейност по актуални въпроси, свързани с развитието на българската и международна икономика и политика. Обучението във факултет „Международна икономика и политика“ предоставя фундаментални знания и умения в областта на международните икономически и политически отношения.
Факултет „Международна икономика и политика“ участва активно и заема едно от водещите места в научния живот на УНСС, като само през 2011 г. изследователски екипи, съставени от представители на факултета, участват в 22 проекта от общо 112, които се изпълняват в рамките на конкурсите за научни изследвания, организирани от Дирекция „Наука“ и финансирани от фонд „НИД“ на УНСС.
Факултет „Международна икономика и политика“ се състои от следните катедри: „Международни икономически отношения и бизнес“, „Международни отношения“, „Политология“ и „Чужди езици и приложна лингвистика“.

## Катедри

### „Международни икономически отношения и бизнес“
Катедра „Международни икономически отношения и бизнес“ е създадена през 1952 г. и е първото специализирано университетско звено в България, занимаващо се с обучение на кадри за външнотърговски операции.

### „Международни отношения“
Катедра „Международни отношения“ e създадена през 1976 г. като специализирано звено, чиято основна задача е обучение и подготовка на кадри за българската политика и дипломация. Първоначално на работа в нея са назначени проф. д.ик.н. Любен Георгиев и доц. д-р Петър Арсов, както и трима асистенти – Георги Генов, Атанас Гочев и Динко Динков. През 1978 – 1979 г. постъпват още доц. д-р Ангел Наков и двама асистенти – Игор Дамянов, министър на образованието и науката в правителството на Симеон Сакскобургготски и Бойко Младенов. Катедрата поддържа контакти с редица университети от Великобритания, Франция, Германия, САЩ, Канада и Русия, където се осъществява преподаване по същата или сродни специалности.

### „Политология“
Катедра „Политология“ e създадена през през есента на 1990 г. с решение на Академичния съвет на УНСС и е първото специализирано звено, в рамките на университета, и второто за страната, за подготовка на кадри за публичната администрация и неправителствения сектор. През 1996 г. тя става първата българска катедра по политология, която е член на Европейския консорциум по политически изследвания.

### „Чужди езици и приложна лингвистика“
Катедра „Чужди езици и приложна лингвистика“ е една от най-големите и стари катедри в УНСС, която осигурява специализирано чуждоезиково обучение в областта на бизнес комуникациите, дипломацията и др. на английски, немски, френски, испански и руски, които се изучават като първи и втори чужд език. Катедрата осигурява и обучение по български език за чужденци. Обучението по чужди езици датира от създаването на университета през 1920 г., а през учебната 1959 – 1960 г. се създават катедрите по чуждите езици.

## Ръководство
- Декан: доц. д-р Мария Бакалова
- Заместник-декан по учебната работа: доц. д-р Елена Симеонова
- Заместник-декан по научноизследователската дейност: доц. д-р Елизабет Йонева
- Заместник-декан по международни проекти: доц. д-р Паскал Желев
- Началник сектор: Радка Гиздова

## Партньори
Редица партньори подпомагат Факултет „Международна икономика и политика“ в реализирането на неговата основна мисия чрез сътрудничество в образователната и научноизследователска дейност. Факултетът поддържа традиционно широки международни контакти, в т. ч. с Асоциацията на университетите с професионално обучение по международни отношения (САЩ), с редица университети в САЩ, както и с университети в Лондон, Токио, Нотингам, Виена, Йорк, Кент, Барселона, Стокхолм, Копенхаген, Варшава, Краков, Москва, Санкт Петербург, Любляна, Будапеща, Лариса, Прага, Загреб, Скопие и др. Сред значимите партньори на факултет „Международна икономика и политика“ са:
- Министерство на външните работи на Република България
- Дипломатически институт към министерството на външните работи
- Българска асоциация по политически науки
- Европейски консорциум за политически изследвания (Великобритания)
- Американска асоциация за политически изследвания
- Клуб за генериране на идеи „1989 плюс“
- Студентско сдружение „ЕГО ПОЛИТИКО“
- Студентско сдружение „САИМО“
- Фондация „Фридрих Еберт“
- Център за изследване на демокрацията (ЦИД)
- Катедра „Политология“, СУ „Св. Кл. Охридски“
- Департамент „Политически науки“, Нов български университет
- Междууниверситетски център за развитие на кариерата
- Център за мобилност на студенти и преподаватели